# Agaporomorphus
Agaporomorphus es un género de coleópteros adéfagos de la familia Dytiscidae. 

## Especies
Especies incluidas:
- Agaporomorphus colberti
- Agaporomorphus dolichodactylus
- Agaporomorphus grandisinuatus
- Agaporomorphus knischi
- Agaporomorphus mecolobus
- Agaporomorphus pereirai
- Agaporomorphus silvaticus
- Agaporomorphus tambopatensis